# Fifty-Sixty
A Fifty-Sixty a második kislemez a francia énekesnő, Alizée Psychédélices című albumáról, ami 2008 februárjában jelent meg. Ez volt az első dal az albumról, amely kiszivárgott az internetre, még 2007 nyarán.

## Zene és szöveg
A zenét Alizée férje, Jérémy Chatelain szerezte, a dalszöveget pedig Jean Fauque-val közösen írták. A dal egy modell történetét meséli el, aki Andy Warhol befolyása alatt áll. Valószínűleg Edie Sedgwick inspirálta a dalt. A Fifty-Sixty annak ismétlésével zárul, hogy a lány bolondul azt hiszi, hogy Andy őt tartja a legszebb modellnek az összes többi közül.

## A klip
A videót Yanick Saillet francia rendező készítette és 2008 májusában jelent meg. Az egész klip fekete-fehér volt, néhány színes effektet tartalmazva.
A videó elején Alizée-t láthatjuk, amint a barátaival beszélget, miközben egy épület lépcsőin sétálnak fel. Miután megérkeznek a lakásba, egy bakelitlemezt helyez a lejátszóba, melyen a Mademoiselle Juliette kislemez borítója látható. Miután elindul a zene, olyan effekteket láthatunk, mint pl. egy magassarkú cipő szárnyakkal, miközben Alizée és a barátai cipőket és ruhákat válogatnak és próbálgatnak. Ezután végigsétálnak a kifutón azokban a ruhákban, melyeket próbálgattak. Az átvezetésnél Alizée és a barátai megint a kifutón sétálnak, de mikrofon helyett egy megafon van Alizée kezében, miközben énekel és színes színek és effektek áradnak ki belőle. Néhány jelenetben az emberek helyett mesefigurákat láthatunk és rajzokat.
Két másik klip is készült a dal remixeihez.
Az első remix videót Rebecca Zlotowski rendezte, a David Rubato által mixelt dalhoz, a másodikat pedig Jihad Kahwajy a Rolf Honey-féle változathoz. Egyik remixvideót sem játszották a zenecsatornák.
Mindhárom videóklip felkerült bónuszként a Psychédélices Tour CD+DVD kiadására.